# Сестрёнка (приток Воронежа)
Сестрёнка — река в России, протекает по Тамбовской области. Устье реки находится в 336 км от устья реки Воронеж по левому берегу. Начинается на северо-востоке Петровского района, на землях колхоза «Ленинский путь» (село Сестрёнка). Течёт с юга на север по Мичуринскому району, впадая в Воронеж у села Новоникольское. Длина реки составляет 16 км, площадь водосборного бассейна — 75,7 км².

## Данные водного реестра
По данным государственного водного реестра России относится к Донскому бассейновому округу, водохозяйственный участок реки — Воронеж от истока до города Липецк, без реки Матыра, речной подбассейн реки — бассейны притоков Дона до впадения Хопра. Речной бассейн реки — Дон (российская часть бассейна).
Код объекта в государственном водном реестре — 05010100512107000002559.